# Laura Tavares
Laura „Laurie” Tavares (ur. 12 grudnia 1965 w Newark) – amerykańska biathlonistka. W Pucharze Świata zadebiutowała 13 marca 1993 roku w Östersund, gdzie zajęła 33. miejsce w sprincie. Pierwsze punkty zdobyła 20 stycznia 1994 roku w Anterselvie, zajmując 18. miejsce w biegu indywidualnym. Nigdy nie stanęła na podium w zawodach indywidualnych, jednak 20 marca 1994 roku w Canmore wspólnie z Beth Coats, Joan Smith i Ntalą Skinner zajęła drugie miejsce w sztafecie. Najlepsze wyniki osiągnęła w sezonie 1993/1994, kiedy zajęła 52. miejsce w klasyfikacji generalnej. W 1994 roku wystąpiła na mistrzostwach świata w Canmore, gdzie była czwarta w biegu drużynowym. W tym samym roku wzięła udział w igrzyskach olimpijskich w Lillehammer, zajmując 32. miejsce w biegu indywidualnym oraz ósme miejsce w sztafecie.

## Osiągnięcia

### Igrzyska olimpijskie
| Rok  | Miejscowość | Konkurencje | Konkurencje | Konkurencje | Konkurencje | Konkurencje | Konkurencje | Konkurencje |
| Rok  | Miejscowość | IN          | SP          | PU          | MS          | RL          | MR          | SR          |
| ---- | ----------- | ----------- | ----------- | ----------- | ----------- | ----------- | ----------- | ----------- |
| 1994 | Lillehammer | 32.         | –           | nd.         | nd.         | 8.          | nd.         | –           |

### Mistrzostwa świata
| Rok  | Miejscowość | Konkurencje | Konkurencje | Konkurencje | Konkurencje | Konkurencje | Konkurencje | Konkurencje |
| Rok  | Miejscowość | IN          | SP          | PU          | MS          | RL          | MR          | SR          |
| ---- | ----------- | ----------- | ----------- | ----------- | ----------- | ----------- | ----------- | ----------- |
| 1994 | Canmore     | –           | –           | nd.         | nd.         | –           | nd.         | –           |

### Puchar Świata

#### Miejsca w klasyfikacji generalnej
| Sezon     | Miejsce |
| --------- | ------- |
| 1992/1993 | -       |
| 1993/1994 | 52.     |